# Flingern’sches Korrosionsdiagramm

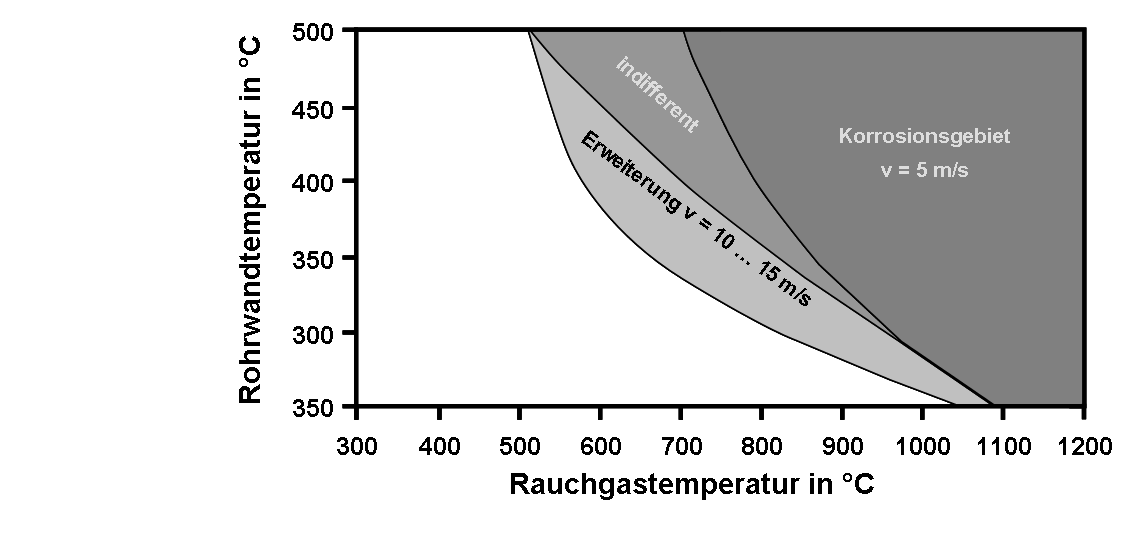
Dieses Flingern’sche Diagramm stellt die vermutete Beständigkeit gegenüber Korrosion als weißen Bereich dar, grau dagegen die unter gewissen Bedingungen zu erwartende Korrosionsneigung.
Die graphisch dargestellten Werte beziehen sich auf den Einsatz von Überhitzerrohren, gefertigt aus einer bestimmten Stahlsorte (16Mo3) als Werkstoff (-Nummer 1.5415).

Ein Flingern’sches Korrosionsdiagramm ist die graphische Darstellung der Korrosionsbeständigkeit eines Werkstoffs von Rohren im Rauchgasstrom unter verschiedenen Betriebsbedingungen. Im typischen Fall werden Bereiche der Hochtemperaturkorrosion für Stähle von Wärmeaustauscherrohren dargestellt in Abhängigkeit von Rohrwandtemperatur und Rauchgastemperatur bei bestimmten Strömungsgeschwindigkeiten. Diese Darstellungsform wurde ursprünglich entwickelt für die Wiedergabe empirischer Befunde unter den Bedingungen im Dampferzeuger von Müllverbrennungsanlagen (MVA).
Das Diagramm dient der Beurteilung von Stählen, die für Wärmetauscher verwendet werden, welche im Rauchgasstrom eines Kessels eingebaut sind, in Hinblick auf deren Beständigkeit gegenüber Korrosion beziehungsweise eine zu erwartende Korrosionsanfälligkeit. Dabei geht man davon aus, dass die Korrosionsbeständigkeit des zu beurteilenden Materials abnimmt bei ansteigender Rauchgastemperatur sowie mit zunehmender Wandoberflächentemperatur. Diese Temperaturgrößen werden daher als Randbedingung im Diagramm je skaliert abgetragen. 
Der für Korrosionsphänomene kritische Bereich hängt aber nicht nur von den Randbedingungen dieser Temperaturparameter ab, sondern zudem von Richtung und Größe der Geschwindigkeitsvektoren im Rauchgasstrom. Darüber hinaus können bei Abscheidung von Belägen unter Umständen besondere Bedingungen auftreten, die zu wannenförmigen Korrosionen führen; sie werden im üblichen Flingern’schen Diagramm nur unvollständig erfasst. Wegen der besonderen Dynamik solcher Korrosionsvorgänge sind sie für die Prognose von Lebensdauer und Verfügbarkeit der Bauteile dennoch nicht außer Acht zu lassen.
Die ersten Untersuchungen dieses Zusammenhangs unter Anwendungsbedingungen wurden 1978 bis 1980 an der MVA Düsseldorf-Flingern durchgeführt, weshalb das Korrosionsdiagramm nach deren Standort Flingern benannt ist. Inzwischen wurde das Diagramm mehrfach überarbeitet und erweitert, insbesondere wird die Rauchgasgeschwindigkeit als zusätzliches Kriterium berücksichtigt.
Da das Thema Hochtemperaturkorrosion beispielsweise auch in Biomasseheizkraftwerken von Bedeutung ist, findet das Flingern’sche Korrosionsdiagramm vermehrt Beachtung.